# نیوتنیا، میسوری
نیوتنیا (به انگلیسی: Newtonia) یک روستا (ایالات متحده آمریکا) در ایالات متحده آمریکا است که در شهرستان نیوتون، میزوری واقع شده‌است.
 نیوتنیا ۰٫۸۵ کیلومتر مربع مساحت و ۱۹۹ نفر جمعیت دارد و ۳۶۶٫۹۸ متر بالاتر از سطح دریا واقع شده‌است.